# Kevin Mask
(Kevin dopo essere stato sconfitto da Kid nel torneo Chojin.)
Kevin Mask (ケビン・マスク?) è un personaggio del manga e anime Ultimate Muscle. Egli è il figlio di Robin Mask, oltre che ex membro della dMp e rivale di Kid Muscle. Nato come antagonista, successivamente è divenuto un personaggio neutro della serie, attanagliato dall'odio e dal rancore, deciso ad ottenere ciò che vuole contro chiunque.
Nelle classifiche di preferenza pubblicate da Shōnen Jump, durante le sue apparizioni nell'anime, Kevin Mask si è sempre posizionato nella top ten, sempre al primo posto in tutti i sondaggi.

## Storia

### Ultimate Muscle
Kevin Mask è il figlio di Robin Mask, il quale desidera trasformarlo in un ottimo wrestler. Kevin, però, stanco dei duri allenamenti, abbandona suo padre e per dispetto al genitore si unisce alla DMP. Durante gli allenamenti, Kevin conosce Mars con il quale instaura uno strano rapporto. Infatti, Kevin inizia ad ammirare il compagno, ma inizia anche a temerlo a causa della sua incredibile forza.
Insieme alla DMP, Kevin affronta la Muscle League, sconfiggendola. In seguito, con la formazione della nuova Muscle League e la sconfitta di alcuni dei suoi compagni, Kevin decide di abbandonare la DMP, ma si rifiuta comunque di entrare nella Muscle League.
In seguito, Kevin partecipa al 22º Torneo Ikimon Chojin, lo stesso torneo perso due volte dal padre anni prima. In questo torneo viene allenato da Lord Flash, il cui vero nome è Warsman. Dopo le selezioni, dopo le quali si qualificano solo Kevin, Jeager e Kid, accade però un disastro: durante una festa inaugurale prima del torneo vero e proprio, i Sei Velenosi, un gruppo che dopo la loro sconfitta ha deciso di infrangere il loro codice morale, irrompono rapendo Roxanne, Kiki e Trixie, poi lanciano alla Muscle League una sfida, ovvero un survival a turni a coppie, in cui per ogni incontro vinto liberano la ragazza.
Dopo la vittoria di Terry Kanyon e Jeager e quella di Dik Dik e Wally, tocca a Kevin e Kid sconfiggere gli ultimi due. In questa occasione, Kevin affronta e sconfigge Jagg-Ed, salvando così Roxane.
Il giorno del torneo Kevin, dopo aver sconfitto numerosi avversari, arriva in finale con Kid Muscle, il figlio di King Muscle. Alla fine riesce a trionfare su Kid vincendo il prezioso trofeo Ikimon Chojin. Nell'anime, invece, è Kid a vincere l'incontro.
Dopo le 22° Olimpiadi Chojin, Kevin, insieme a Mars, Barrierfreeman, Turbinsky (Illioukhine) e Kid, decide di diventare un Chojin di Luce e affronta i Demon Seed, dei Chojin che in origine erano deboli e goffi ma dopo aver ricevuto delle gemme magiche create da Satana sono diventati enormi e molto potenti. I guerrieri sono guidati dal ringiovanito Ashuraman, che ha rapito Meat per dare un corpo solido a Kyo no Shogun (entità simile ad Akuma Shogun). Alla fine, Kid riesce a vincere gli scontri e a salvare Meat.
Dopo questo torneo, Kevin sparisce dalla storia, visto che Lighting e Thunder, due Chojin, uccidono suo padre nel passato, facendo sì che Kevin non sia mai esistito. La Muscle League è attualmente impegnata nel salvarlo. Ma dopo la morte Chaos Avenir, il tag partner di Kid, Kevin si riprende e diventa il nuovo tag partner di Kid nel match contro Lighting e Thunder.

## Caratteristiche

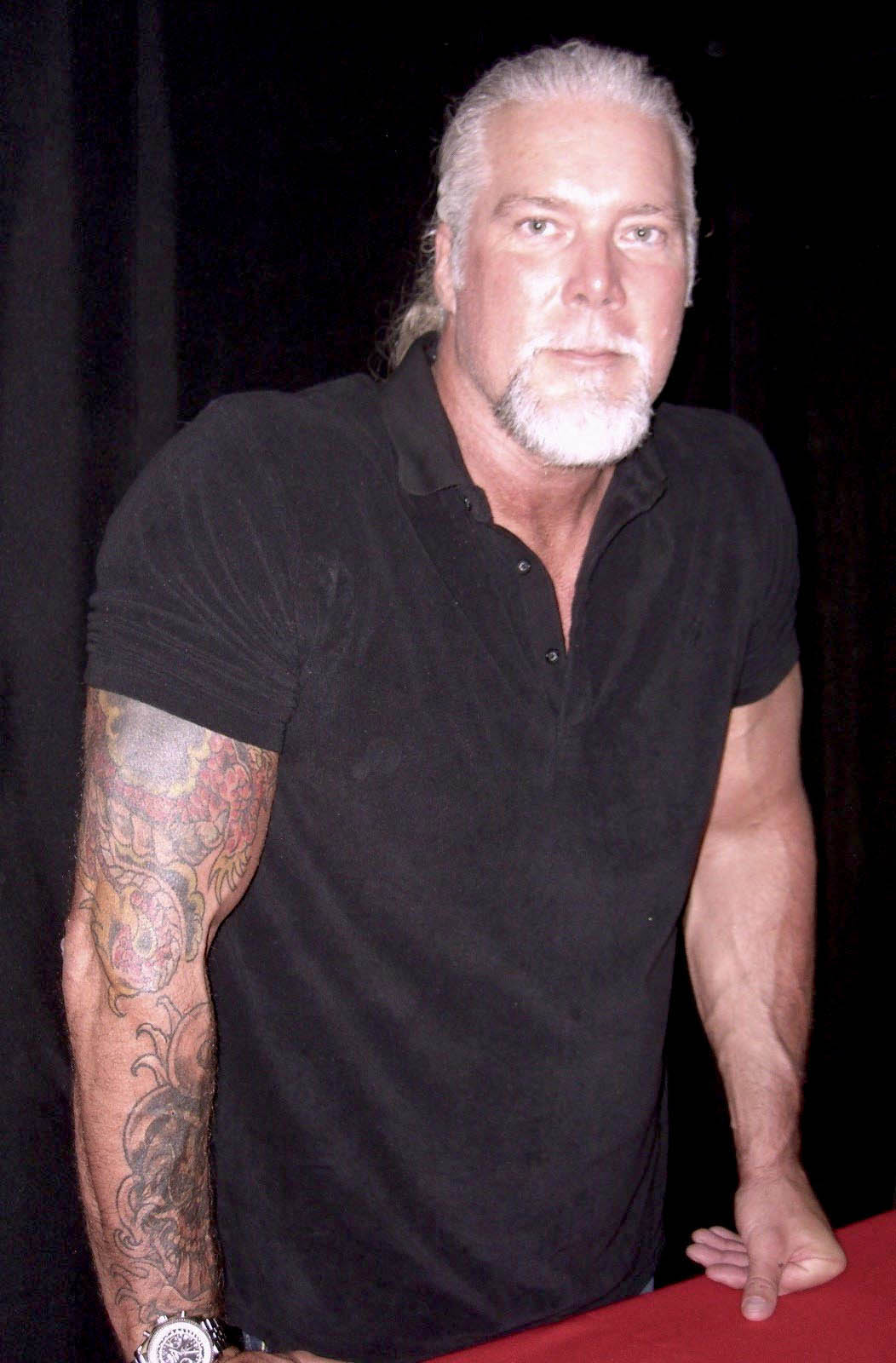
Il nome Kevin è un chiaro riferimento al noto wrestler Kevin Nash, sopra in una foto recente.

È stato concepito come il rivale di Kid Muscle, il protagonista della serie, possedendo molte caratteristiche, sia fisiche che mentali, totalmente opposte a quest'ultimo.
Kevin Mask, come suo padre, indossa una maschera che gli copre interamente il volto, lasciando visibili solo gli occhi. Indossa quasi sempre un impermeabile di colore blu quando non combatte, mentre quando combatte un'armatura di colore blu che gli copre il petto, le spalle, le ginocchia e le braccia. Kevin ha un carattere riservato e si mostra in apparenza freddo con tutti, specialmente con suo padre che odia profondamente.
Prima del torneo Chojin, Kevin si fa un tatuaggio a forma di ragnatela, che modifica ogni volta che sconfigge un avversario, ma poi esso svanirà.
Dimostra subito una notevole indifferenza verso la Muscle League, sentendosi superiore a loro; Kevin ritiene infatti che essi non siano dei grandi wrestler. Questa prima impressione sui suoi compagni, e specialmente su Kid, si rivelerà errata in quanto la Muscle League arriverà a compiere delle missioni considerate impossibili e sconfiggendo moltissimi wrestler (dalla DMP alla Generazione X).
Dopo aver abbandonato la DMP e rifiutato di unirsi alla Muscle League, Kevin manterrà sempre vivo il desiderio di aumentare le sue abilità: in occasione del torneo Chojin, infatti, inizierà ad impegnarsi seriamente sotto gli allenamenti di Lord Flash, il cui vero nome è Warsman, un vecchio allievo di suo padre.
Si scopre che anche Kevin ha un potere speciale, come Kid con l'Ultimate Muscle. Esso è il Maelstrom Power, un potere che Kevin raggiunge quando si concentra al massimo, rappresenta la sua luce interiore e più il suo corpo viene colpito e più si rafforza, similarmente all'Ultimate Muscle. Esso si manifesta come una luce d'oro che si sprigiona attorno al corpo e, quando raggiunge l'apice, il suo intero corpo diventa dorato. Nel suo primo incontro del torneo Chojin, Kevin sta un'ora in una sauna sollevato su un dito fino a svenire poco prima dell'incontro e si presenta ad esso faticando a stare in piedi, distrutto dalla fatica. Dopo non aver fatto altro che subire, però, sprigiona il Maelstrom power e una luce si manifesta dal suo corpo, permettendogli di battere l'avversario con un solo colpo.

### Tecniche
Kevin presenta, già da bambino, una forza e un talento eccezionale, tanto che riesce a superare tutti gli allenamenti di suo padre e della DMP. Durante i suoi allenamenti, Kevin è riuscito a padroneggiare numerose tecniche, sia nuove (cioè quelle inventate da lui) o sia quelle insegnategli da suo padre.
- Maelstrom Power: Potere innato di Kevin, molto simile all'Ultimate Muscle per la quantità di potere che conferisce a Kevin, dandogli energie enormi persino se totalmente stremato. Kevin sembra capace di padroneggiare questo potere con relativa facilità. Quando lo usa, il suo corpo viene avvolto da un'aura dorata che fa sembrare del medesimo colore i suoi capelli e, all'apice, il suo intero corpo appare dorato.
- Big Ben Edge: Mossa finale di Kevin, con cui lancia in aria l'avversario, lo posiziona a testa in giù afferrandogli una gamba e un braccio, bloccandogli la testa e l'altro braccio incrociandovi intorno le gambe, facendolo schiantare ad alta velocità a terra sulla testa.
- OLAP: Mossa che Kevin ha appreso dal libro di suo padre che gli permette di bloccare l'avversario completamente usando sia le braccia che le gambe. È una tecnica molto ardua da eseguire e richiede un'enorme forza amplificata dal Maelstrom Power. È un attacco tecnicamente perfetto, dal quale non ci si può liberare e l'esito è la resa dell'avversario oppure le sue braccia vengono strappate dalla pressione esercitata dalla potenza di Kevin su di esse.
- Tower Bridge
- Robin Special
- Mach Pulverizor: Tecnica di Warsman e che Kevin è stato in grado di padroneggiare alla perfezione, attacco che consiste nel saltare verso l'avversario con grande potenza, unendo le mani giunte sopra la testa ed eseguendo una rotazione estremamente rapida, come una trivella, capace di squarciare qualsiasi difesa gli si pari dinanzi.
- Royal Stretch: Tecnica che consiste nel bloccare le spalle e le gambe dell'avversario alle corde usando contemporaneamente e rispettivamente le gambe e le braccia, tirando con forza spingendo l'avversario a piegarsi all'indietro a causa delle corde che fanno resistenza. Essendo una tecnica eseguita contro le corde del ring, non può essere mantenuta per più di alcuni secondi, poiché nessuna tecnica di sottomissione è consentita se uno dei due sta toccando le corde. Kevin la usa soprattutto per sfiancare l'avversario.
- Triangle Choke Storm Elbow
- Curtain Call Kick
- Big Problem Suplex
- Tornado Fisherman's Suplex
- Tornado Twist: Tecnica con cui Kevin, reggendosi sulle mani, agita le gambe a una velocità tale da generare una sorta di tornado che spinge in aria l'avversario.
- Provocation Toe Kick
- Tactics No. 9
- Choujin Pressed Flower
- Romero Suplex
- Heart Attack Stinger
- Scarface Revenge